# Kernerturm
Der Kernerturm ist ein Aussichtsturm im nordöstlichen Baden-Württemberg über der im Landkreis Schwäbisch Hall gelegenen Kleinstadt Gaildorf.

## Lage
Der Kernerturm steht auf dem bis zu 459,4 m ü. NHN hohen Kirgel, dem Südostausläufer des Mainhardter Waldes, zwischen den Tälern der Fichtenberger Rot im Süden und des Kochers im Osten. Im Bereich des Turmbaus, der sich etwa 1,1 km südwestlich der Gaildorfer Stadtmitte auf einer 457,5 m ü. NHN hohen Kuppe des Kirgels befindet, ist dessen sich schlängelnder Kamm zu einer schmalen Hochfläche verbreitert, an deren Nordostkante der Turm einen freigehaltenen Skihang ins Kochertal hinab überragt. Im Südwesten ist das Bauwerk dicht, im Südosten und Nordwesten nah von hohen Bäumen umstanden.

## Beschreibung
Der Kernerturm ist ein von Turmfuß bis -spitze etwa 12 m hoher Holzturm auf einem quadratischen Steinfundament mit einer Kantenlänge von etwa drei Metern. Wenige Steintreppenstufen an seiner Nordostseite führen zur Türschwelle und zur dreiteiligen hölzernen Innentreppe, über deren insgesamt 30 Stufen ein 6,8 m hoch gelegener Raum erreicht wird, von dem ein der Außenwand vorgehängter Umlauf zugänglich ist, der vom Dachvorsprung leidlich geschützt wird. Den unteren Teil des Turms umzieht ein Schrägdach, das bei schlechter Witterung Unterstand bietet.
Am Turm stehen eine Informationstafel und einige Zeilen von Uhlands Gedicht Der Schenk von Limburg.

## Geschichte und Name
Nach einer Spendenaktion der Gaildorfer Ortsgruppe des Schwäbischen Albvereins im Jahre 1902 wurde der Turm noch im selben Jahr erbaut und am 14. September eingeweiht. Benannt wurde er zu Ehren der schwäbischen Dichter- und Arztfamilie Kerner; Justinus Kerner war von 1815 bis 1819 in Gaildorf Oberamtsarzt, sein Sohn Theobald Kerner wurde im Jahre 1817 hier geboren.

## Ausblick
Über den freigehaltenen Skihang zur Stadt hinunter sieht man nach Nordosten die Stufenrandbucht des Kochers um und mit Gaildorf und die sich jenseits erhebenden Limpurger Berge. Hohe Bäume behindern derzeit (Stand: 2010) die Aussicht vom recht niedrigen Turmumlauf in die anderen Richtungen. Nach Kahlschlägen ist zeitweilig etwa sieben Kilometer im Nordnordwesten auch die Rosengarten-Westheimer Bergkirche im Blickfeld. Wie man zum Turm kommt und welche anderen nahen Aussichtspunkte sich am Kirgel bieten, siehe dort.
Der Turm ist von Ostern bis Ende Oktober tagsüber an Sonn- und Feiertagen geöffnet.